# 珍珠板

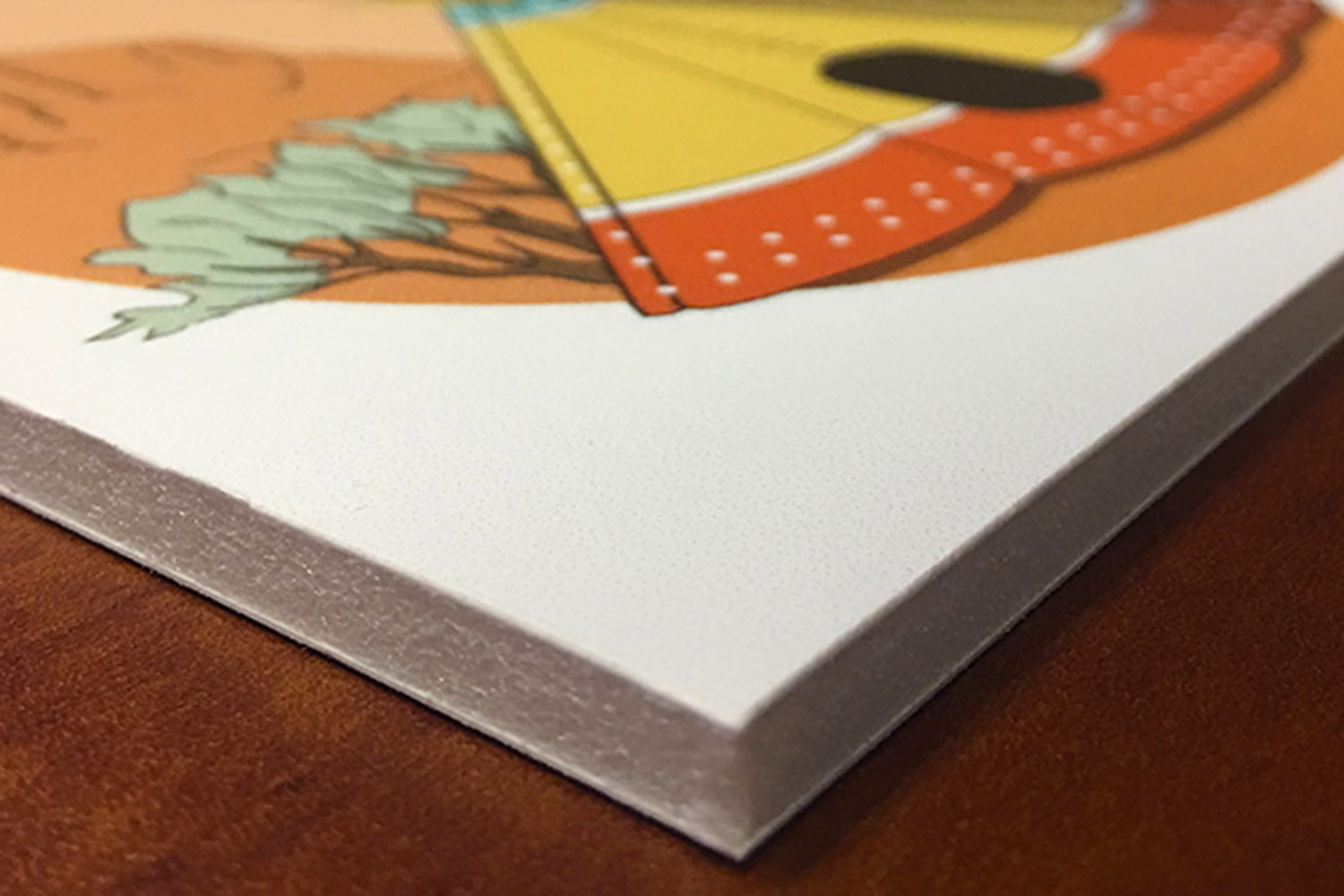
珍珠板

珍珠板或稱泡沫板、泡棉板，是一種輕質且易於切割的材料，用於裱框照片印刷品、作為相框的背襯、製作比例模型和繪畫。它由一塊聚苯乙烯珍珠板組成，泡沫板是一種由固結泡沫（通常是聚氯乙烯、聚苯乙烯或聚氨酯）製成的板。這種面板的特點是強度高、重量輕、絕緣性能好。
珍珠板的應用領域包括建築（隔熱）以及展覽和商店裝修（作為隔間牆或圖片支架），有時也帶有覆蓋層紙板。

## 歷史
1961年孟山都公司開始生產最初的珍珠板，厚度為1⁄8和3⁄16英寸（3.2和4.8），商品名為“Fome-Cor®”。

## 板材類型
硬質珍珠板與輕質珍珠板（有時也稱為硬質材料板和軟質材料板）之間存在差異。硬質珍珠板的結構較密，因此對濕氣和衝擊較不敏感，主要用於戶外或潮濕環境。輕質珍珠板由於重量較輕主要用於貿易展覽會的短期應用和展示。展台和商店配件中使用的泡棉板厚度主要為1、3、5或10毫米。在建築業中，可使用厚度達400毫米的EPS硬質泡棉製成的隔熱材料。

## 構造與組成
普通板的表面和許多其他類型的紙張一樣，呈現弱酸性。然而，對於現代檔案圖片裝裱和藝術品裝裱目的，它可以生產成中性、無酸版本，並帶有緩衝表面紙，具有多種尺寸和厚度。
現在，泡沫芯材質也可採用固體（非泡沫）聚苯乙烯和其他硬質塑膠板作為包層，有些還帶有紋理飾面。
還提供用於藝術品和文件安裝的自黏珍珠板，儘管這些板使用起來非常棘手；這是因為膠水凝固得非常快。購買普通珍珠板並使用可重新定位的噴塗安裝黏合劑被認為更便宜。
已經開發出用於工程用途的專用結構。

## 用途

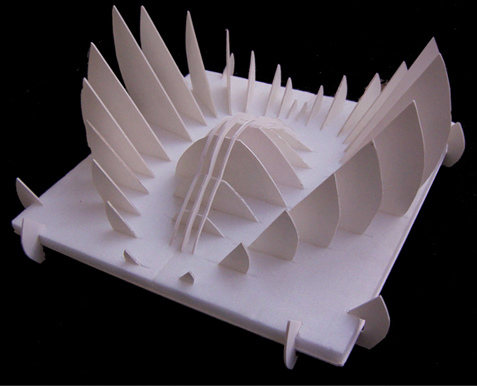
用珍珠板和泡沫聚苯乙烯基底製成的建築模型

珍珠板通常用於製作建築模型、小物原型以及製作鑄造模型。業餘愛好者常用珍珠板製作比例模型展示、立體模型和電腦遊戲的場景。
珍珠板也經常被攝影師用作反射器來反射光線，在設計行業中也用它來展示新產品，並在相框中用作背襯材料；後者用途包括一些檔案圖片裝框方法，這些方法利用了材料的無酸版本。